# Perles de Baily
Les perles de Baily són una cadena de punts brillants de llum que apareixen al voltant de la Lluna en els moments anteriors i posteriors a un eclipsi solar total. La causa és la llum solar que brilla a través de les muntanyes lunars.
S'anomena així en honor de Francis Baily, que va proveir una descripció acurada del fenomen per primera vegada el 1836.
El fenomen de les perles de Baily es pot veure durant la seqüència prèvia als capítols de la sèrie Herois.